# سفیدسنگ (میرجاوه)
سفیدسنگ، روستایی از توابع دهستان چشمه زیارت بخش مرکزی شهرستان زاهدان در استان سیستان و بلوچستان ایران است.

## جمعیت
برپایه سرشماری مرکز آمار ایران در سال ۱۳۸۵، جمعیت آن ۱۲۲ نفر (۲۳خانوار) بوده‌است.